# Haggard

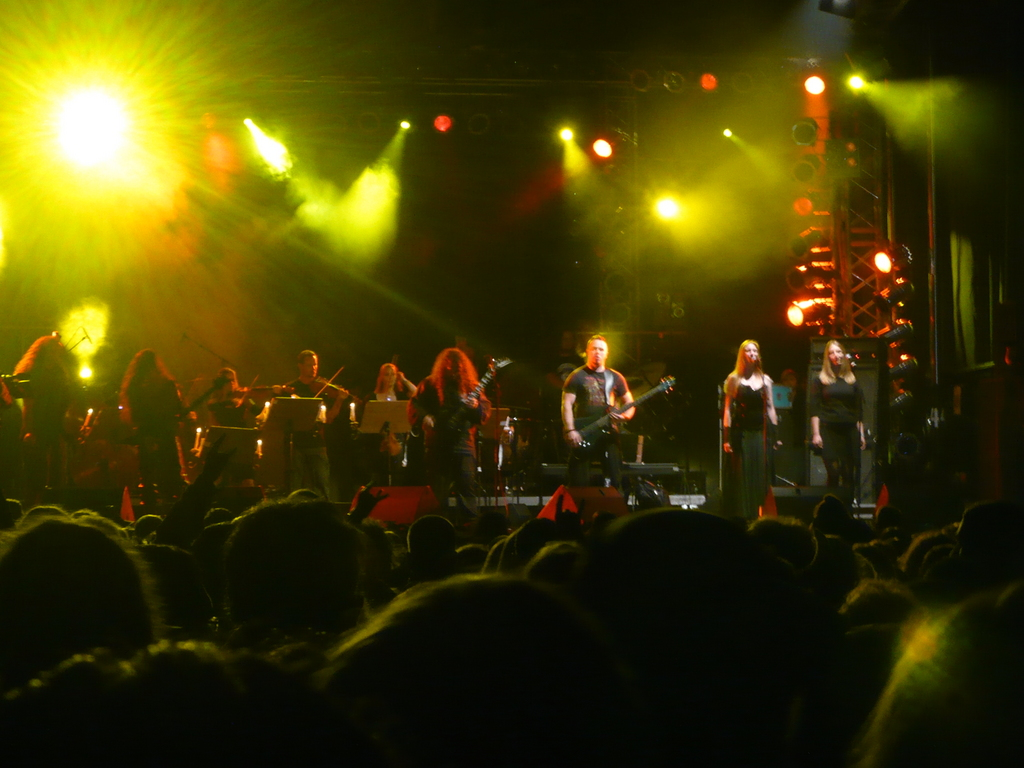
Haggard in 2007

Haggard is een Duits klassiek-rock-metalorkest opgericht in 1989 waarvan de muziekstijl zich door de combinatie van klassiek, middeleeuwse en renaissancemuziek met moderne metalelementen onderscheidt.

## Discografie
- 1992: Introduction (promotape)
- 1993: Progressive EP
- 1995: Once upon a December's Dawn (promotape)
- 1996: And Thou Shalt Trust... The Seer (promotape)
- 1997: And Thou Shalt Trust... The Seer (conceptalbum over Nostradamus)
- 2000: Awaking the Centuries (conceptalbum over Nostradamus, als vervolg op And Thou Shalt Trust... The Seer)
- 2001: Awaking the Gods, Live in Mexico
- 2004: Eppur Si Muove (conceptalbum over Galileo Galilei)
- 2008: Tales of Ithiria (conceptalbum over de fantasiewereld Ithiria)
- 2013: Awaking the Centuries

## Videografie
- 1998: In A Pale Moon's Shadow (VHS)
- 2001: Live in Mexico (dvd)